# Pseudomixoma peritoneal
Pseudomixoma peritoneal (PMP) é um raro tipo de câncer originado nas glândulas produtoras de muco no peritoneo (adenocarcinoma mucinoso) que produz abundante mucina (muco) e ascite coloidal (inchaço abdominal gelatinoso). Afeta entre cinco e dez a cada milhão de habitantes, sem predominância de gênero, geralmente entre os 30 e 70 anos, sendo diagnosticado em média aos 50 anos.

## Causas
Os tumores geralmente começam como um pólipo no apêndice, mas também podem começar no ovário ou intestino delgado. Fazem uma transformação maligna, produzem abundante muco e se espalham pelo muco para outras partes do abdômen, onde causam fibrose dos tecidos e impedem a boa digestão e função orgânica.

## Sinais e sintomas
Os sinais e sintomas de pseudomyxoma peritonei podem incluir:
- Dor e inchaço abdominal ou pélvico,
- Obstrução intestinal mecânica,
- Alterações de peso,
- Infertilidade em mulheres.

## Diagnóstico
Os exames de diagnóstico podem incluir tomografias, exame de amostras de tecido obtidas por laparoscopia e avaliação de marcadores tumorais. Na maioria dos casos, uma colonoscopia é inadequada como uma ferramenta de diagnóstico porque na maioria dos casos câncer de apêndice invade a cavidade abdominal, mas não o cólon. PET scan pode ser usado para avaliar adenocarcinoma mucinoso de alto grau, mas este teste não é confiável para a detecção de tumores de baixo grau, porque não se tingem bem com o corante usado nas varreduras. Tumores avançados podem ser palpáveis ou descobertos incidentalmente em cirurgias abdominais.

## Tratamento
Se não forem tratados, a mucina que produzem preencherão a cavidade abdominal causando compressão dos órgãos, obstruindo tubo digestivo e prejudicando a função dos outros órgãos abdominais. O tratamento é feito com cirurgia citoredutiva (Debulking) e quimioterapia intraperitoneal hipertérmica intraoperatória. Cerca de 24 por cento sofrem complicações operativas importantes e 2 por cento morrem na cirurgia. O prognóstico é otimista com 63 por cento sobrevivendo mais de dez anos após o diagnóstico e 59 por cento sobrevivendo mais de quinze anos.